# جانگ اوک‌جونگ، زندگی برای عشق
جانگ اوک جونگ، زندگی برای عشق(کره‌ای: 장옥정, 사랑에 살다; لاتین‌نویسی اصلاح‌شده: Jang Ok-jeong, Sarang-e salda) یک مجموعه تلویزیونی تاریخی ساخت کره جنوبی در سال ۲۰۱۳ است که کیم ته هی، یو آه این، هونگ سو هیون و جائه هی در آن بازی می‌کنند. این سریال که برگرفته از رمان چویی جونگ می‌نوشته شده در سال ۲۰۰۸ است، تفسیر مجددی از زندگی جانگ هی بین  از خاندان ایندونگ جانگ که در دوره چوسان جدید نقش داشته‌است، می‌باشد.
این سریال در ۲۴ قسمت از شبکه اس‌بی‌اس پخش شد.

## بازیگران

### اصلی
- کیم ته هی درنقش جانگ اوک‌جونگ (بعداً جانگ هی‌بین)[۴]
- یو آه این درنقش یی سون (بعداً پادشاه سوک‌جونگ)
  - چای سانگ وو درنقش نوجوانی شاهزاده یی سون
- لی سانگ یوب درنقش یی هون (بعداً شاهزاده دونگ‌پیونگ)
  - کواک دونگ یون درنقش نوجوانی یی هون[۵][۶][۷][۸]
- هونگ سو هیون درنقش بانو مین (بعداً ملکه این‌هیون)
- کیم ها یون درنقش بانو کیم (بعداً ملکه این‌گیونگ)
- جائه هی درنقش هیون چی-سو[۹]
  - باک سئونگ-هوان بدرنقش نوجوانی هیون چی-سو
- هان سونگ یون درنقش چویی سویی‌چی (بعداً چوی سوک‌بین)[۱۰]

## تولید
این مجموعه توسط چوی جونگ می و بر اساس رمان جانگ هوی بین، زندگی با عشق او نوشته شده‌است. نوشته شده‌است. کارگردان آن بو بو سونگ چول بود که پیش از این کارگردان سریال‌های شبکه اس‌بی‌اس همچون دوست دخترم روباهه (۲۰۱۰) و عاشق ستاره (۲۰۰۹) بوده‌است.

## پخش بین‌المللی
| کشور    | شبکه تلویزیونی | سریال برتر      | عنوان جایگزین                |
| ------- | -------------- | --------------- | ---------------------------- |
| میانمار | MRTV-4         | ۲۳ سپتامبر ۲۰۲۰ | နန်း ထိုက် သည့် တော်ဝင် ပန်း တစ် ပွ င့ ်      |
| تایلند  | کانال ۳        | ۱۷ مه ۲۰۱۶      | จาง อ๊ ก จอง ตำนาน รัก คู่ บัลลังก์ |